# Franco Monaco
Francesco Monaco detto Franco (Legnano, 15 maggio 1951) è un politico e giornalista italiano.

## Biografia
Si è laureato in Scienze politiche all'Università Cattolica del Sacro Cuore di Milano, dove ha diretto il servizio stampa e comunicazione ed il giornale "Presenza dell'Università Cattolica".
Giornalista e pubblicista, dal 1979 a 1984 ha coordinato la rivista Vita e Pensiero, ha poi fatto parte delle redazioni di La rivista del clero italiano, Ambrosius e Aggiornamenti sociali, tutte di ispirazione cattolica.
Dal 1986 al 1992, su nomina del cardinale Carlo Maria Martini, è stato Presidente dell'Azione Cattolica Ambrosiana, associazione della quale è stato membro del Consiglio Nazionale fino al 1995.
Dal 1993 al 1996 è stato Presidente dell'associazione Città dell'uomo, fondata da Giuseppe Lazzati.
Nel 1995 ha ricoperto l'incarico di coordinatore per la Lombardia dei Comitati Prodi, fondati dal leader della coalizione di centro-sinistra Romano Prodi.
Alle Elezioni Politiche del 21 aprile 1996 è stato eletto alla Camera dei deputati raccogliendo con la coalizione dell'Ulivo 39.455 voti nel collegio uninominale di Rho.
Nel 1999 ha fondato con Prodi il movimento politico de I Democratici (noto anche come L'Asinello, in ragione del simbolo della formazione politica).
Nel 2000 prende il posto di Rino Piscitello come capogruppo alla Camera de I Democratici di Romano Prodi.
Alle Elezioni Politiche del 13 maggio 2001 è stato confermato alla Camera dei deputati raccogliendo con la coalizione dell'Ulivo 41.678 voti nel collegio uninominale Perugia centro.
Ha curato "I valori della Costituzione",  raccolta di interventi di Giuseppe Dossetti.
Alle Elezioni Politiche del 9 aprile 2006 è stato riconfermato alla Camera dei deputati nella lista bloccata dell'Ulivo nella circoscrizione Lombardia 1.
Alle elezioni politiche del 2008 è stato candidato al Senato della Repubblica nella lista del Partito Democratico nella circoscrizione Lombardia, risultando il primo dei non eletti. Il 22 febbraio 2011, dopo le dimissioni di Umberto Veronesi, Monaco subentra in Senato.
Il 4 maggio 2015 è tra coloro che non partecipa al voto dell'Italicum, la nuova legge elettorale approvata dalla Camera.

## Opere
- Franco Monaco, Per la maturità del laicato, In Dialogo, 1993, ISBN 88-85985-44-0.
- Franco Monaco, Lapo Pistelli, Luigi Pizzolato, Giorgio La Pira: speranza e profezia cristiana nel 20º anniversario della morte, In Dialogo, 1998, ISBN 88-8123-111-5.